# Álvaro de Mendaña de Neira
Álvaro de Mendaña de Neira, född 1542, död 18 oktober 1595, var en spansk upptäcktsresande och navigatör.
Då Mendaña seglade från Callao i Peru för att nå ett förmodat "Sydland" upptäckte han 1568 Elliceöarna (nuvarande Tuvalu) och östra Salomonöarna, och vid en senare färd 1595 även Marquesasöarna och Santa Cruzöarna. Hans reseberättelse gavs ut 1901 av lord Amherst of Hackney och Basil Thomson.
Han var gift med Isabel Barreto.